# Acanthoplesiops indicus
Acanthoplesiops indicus es una especie de peces de la familia Plesiopidae en el orden de los Perciformes.

## Morfología
• Los machos pueden llegar alcanzar los 5 cm de longitud total.

## Distribución geográfica
Se encuentra desde Kenia hasta KwaZulu-Natal (Sudáfrica), y desde las Seychelles hasta Omán y la India.